# Villeneuve-la-Lionne
Pour les articles homonymes, voir Villeneuve.
Villeneuve-la-Lionne est une commune française située dans le département de la Marne en région Grand Est.

## Géographie
| Meilleray               | Le Vézier            | Tréfols  |
| La Chapelle-Moutils     | Villeneuve-la-Lionne | Joiselle |
| Saint-Martin-du-Boschet | Réveillon            |          |

### Hydrographie

#### Réseau hydrographique
La commune est dans la région hydrographique « la Seine de sa source au confluent de l'Oise (exclu) » au sein du bassin Seine-Normandie. Elle est drainée par le Grand Morin, le ru de Drouilly, le Fossé 01 de Champrond, le Fossé 02 de Champrond, le ru de Courtevrain, le ru de Villerenard, le ruisseau de la Vallee et divers autres petits cours d'eau,.
Le Grand Morin, d'une longueur de 118 km, prend sa source dans la commune de Lachy et se jette  dans la Marne à Condé-Sainte-Libiaire, après avoir traversé 37 communes. 

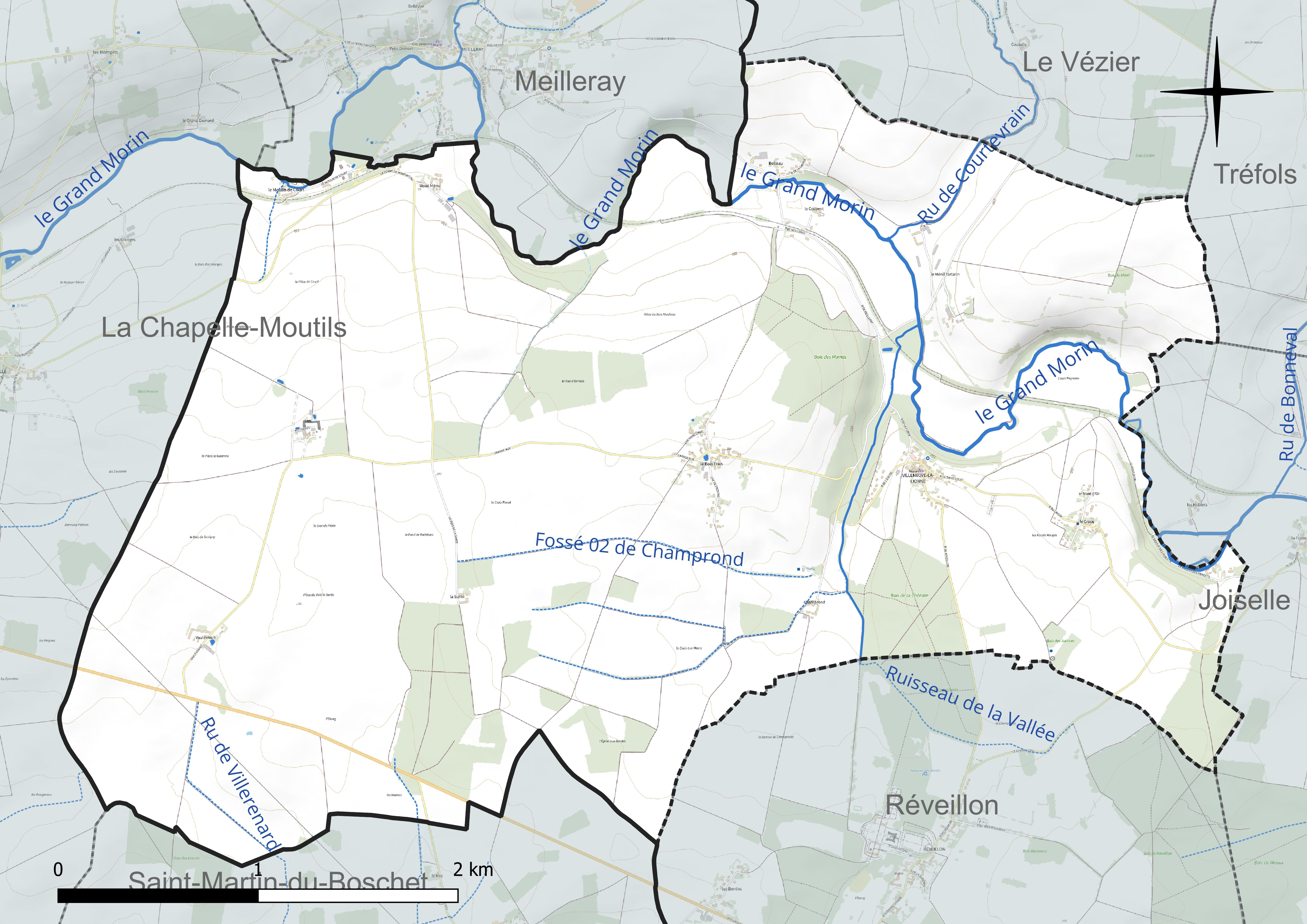
Réseau hydrographique de Villeneuve-la-Lionne.

#### Gestion et qualité des eaux
Le territoire communal est couvert par le schéma d'aménagement et de gestion des eaux (SAGE) « Petit et Grand Morin ». Ce document de planification concerne le territoire des bassins versants du Petit Morin (630 km2) et du Grand Morin (1 185 km2) et se répartit sur trois départements (la Marne, l'Aisne et la Seine-et-Marne). Il a été approuvé le 21 octobre 2016. La structure porteuse de l'élaboration et de la mise en œuvre est le Syndicat mixte d'aménagement et de gestion des eaux (SMAGE) - EPAGE. 
La qualité des cours d’eau peut être consultée sur un site dédié géré par les agences de l’eau et l’Agence française pour la biodiversité. 

### Climat
Pour des articles plus généraux, voir Climat du Grand Est et Climat de la Marne.
En 2010, le climat de la commune est de type climat océanique dégradé des plaines du Centre et du Nord, selon une étude du Centre national de la recherche scientifique s'appuyant sur une série de données couvrant la période 1971-2000. En 2020, Météo-France publie une typologie des climats de la France métropolitaine dans laquelle la commune est exposée à un climat océanique altéré et est dans la région climatique  Nord-est du bassin Parisien, caractérisée par un ensoleillement médiocre, une pluviométrie moyenne régulièrement répartie au cours de l’année et un hiver froid (3 °C). 
Pour la période 1971-2000, la température annuelle moyenne est de 10,3 °C, avec une amplitude thermique annuelle de 14,9 °C. Le cumul annuel moyen de précipitations est de 750 mm, avec 12 jours de précipitations en janvier et 8,1 jours en juillet. Pour la période 1991-2020, la température moyenne annuelle observée sur la station météorologique de Météo-France la plus proche, « Esternay-Man », sur la commune d'Esternay à 9 km à vol d'oiseau, est de 10,9 °C et le cumul annuel moyen de précipitations est de 780,5 mm. 
La température maximale relevée sur cette station est de 42,5 °C, atteinte le 25 juillet 2019 ; la température minimale est de −25 °C, atteinte le 14 février 1956,,. 
Les paramètres climatiques de la commune ont été estimés pour le milieu du siècle (2041-2070) selon différents scénarios d'émission de gaz à effet de serre à partir des nouvelles projections climatiques de référence DRIAS-2020. Ils sont consultables sur un site dédié publié par Météo-France en novembre 2022.

## Urbanisme

### Typologie
Au 1er janvier 2024, Villeneuve-la-Lionne est catégorisée commune rurale à habitat dispersé, selon la nouvelle grille communale de densité à sept niveaux définie par l'Insee en 2022.
Elle est située hors unité urbaine. Par ailleurs la commune fait partie de l'aire d'attraction de Paris, dont elle est une commune de la couronne,. 

### Occupation des sols
L'occupation des sols de la commune, telle qu'elle ressort de la base de données européenne d’occupation biophysique des sols Corine Land Cover (CLC), est marquée par l'importance des territoires agricoles (92 % en 2018), une proportion identique à celle de 1990 (92 %). La répartition détaillée en 2018 est la suivante : 
terres arables (85,3 %), forêts (8 %), prairies (6,1 %), zones agricoles hétérogènes (0,6 %). L'évolution de l’occupation des sols de la commune et de ses infrastructures peut être observée sur les différentes représentations cartographiques du territoire : la carte de Cassini (XVIIIe siècle), la carte d'état-major (1820-1866) et les cartes ou photos aériennes de l'IGN pour la période actuelle (1950 à aujourd'hui).

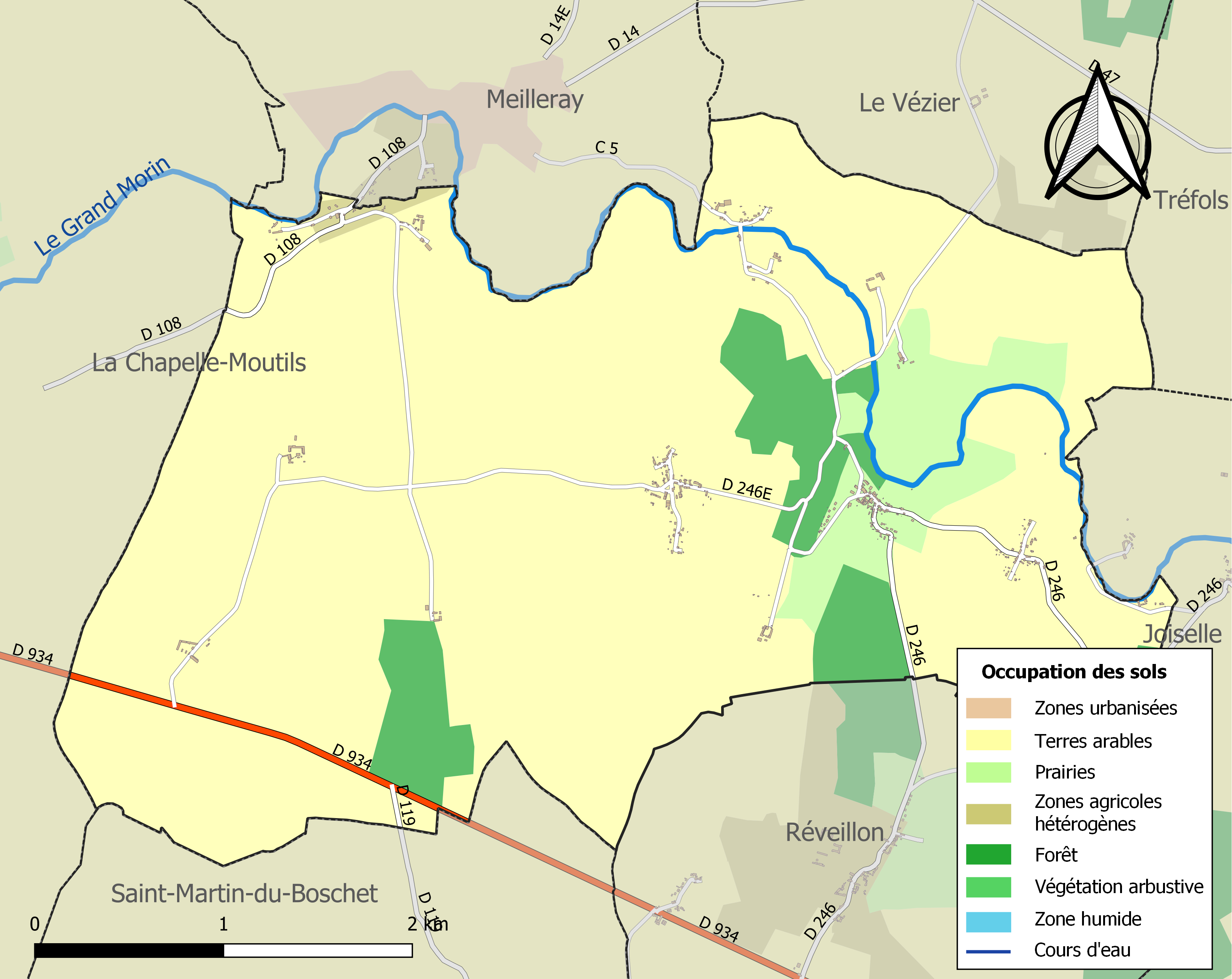
Carte des infrastructures et de l'occupation des sols de la commune en 2018 (CLC).

## Toponymie
Le nom de la localité est attesté sous les formes Villa Nova Leonis (1124-1130) ; Ville-Nueve-la-Lioyne (1298) ; Villeneuve-la-Leonne (1502) ; Villeneufve-la-Lyonne (1519).

Toponyme composé de ville et de neuve → voir Neuville pour un équivalent.

## Histoire
La ville tirerait son nom de la lionne, échappée de la cage d'un montreur d'ours qui fut tuée là par Jean VI, comte de Roucy au début du XVe siècle, ce qui comte tenu de la toponymie attestée plus anciennement pose le problème de la réalité du lien entre le fait et la chronologie du nom
La ville comptait plusieurs seigneuries : la seigneurie de Pothiers, dépendant de La Ferté-Gaucher qui avait comme fiefs : le Chat, Vaulevraut, Montmitou, et celle de Réveillon : Mesnil-Tartarin, Moeurs Hublets, Champrond ; les fiefs Pulloi, Lombard.

## Politique et administration

### Intercommunalité
Villeneuve-la-Lionne fait partie de la communauté de communes des Portes de Champagne.

### Liste des maires
| Période                                  | Période                      | Identité          | Étiquette | Qualité |
| ---------------------------------------- | ---------------------------- | ----------------- | --------- | ------- |
| Les données manquantes sont à compléter. |                              |                   |           |         |
| vers 1848                                |                              | Poirier           |           |         |
| avant 1981                               |                              | Georges Clément   | DVD       |         |
| 2001                                     | 2008                         | Jean-Louis Collet |           |         |
| 2008                                     | 2014                         | Sophie Pradet     |           |         |
| 2014                                     | En cours (au 4 juillet 2014) | Line Noël         |           |         |

## Démographie
L'évolution du nombre d'habitants est connue à travers les recensements de la population effectués dans la commune depuis 1793. Pour les communes de moins de 10 000 habitants, une enquête de recensement portant sur toute la population est réalisée tous les cinq ans, les populations de référence des années intermédiaires étant quant à elles estimées par interpolation ou extrapolation. Pour la commune, le premier recensement exhaustif entrant dans le cadre du nouveau dispositif a été réalisé en 2008.

En 2022, la commune comptait 273 habitants, en évolution de −4,55 % par rapport à 2016 (Marne : −1,19 %, France hors Mayotte : +2,11 %).
| 1793 | 1800 | 1806 | 1821 | 1831 | 1836 | 1841 | 1846 | 1851 |
| ---- | ---- | ---- | ---- | ---- | ---- | ---- | ---- | ---- |
| 207  | 374  | 413  | 337  | 429  | 378  | 402  | 418  | 433  |

| 1856 | 1861 | 1866 | 1872 | 1876 | 1881 | 1886 | 1891 | 1896 |
| ---- | ---- | ---- | ---- | ---- | ---- | ---- | ---- | ---- |
| 460  | 503  | 502  | 456  | 431  | 432  | 443  | 465  | 421  |

| 1901 | 1906 | 1911 | 1921 | 1926 | 1931 | 1936 | 1946 | 1954 |
| ---- | ---- | ---- | ---- | ---- | ---- | ---- | ---- | ---- |
| 404  | 354  | 333  | 268  | 287  | 282  | 280  | 277  | 273  |

| 1962 | 1968 | 1975 | 1982 | 1990 | 1999 | 2006 | 2008 | 2013 |
| ---- | ---- | ---- | ---- | ---- | ---- | ---- | ---- | ---- |
| 245  | 208  | 194  | 165  | 193  | 246  | 290  | 302  | 293  |

| 2018 | 2022 | - | - | - | - | - | - | - |
| ---- | ---- | - | - | - | - | - | - | - |
| 284  | 273  | - | - | - | - | - | - | - |

## Culture et patrimoine

### Lieux et monuments

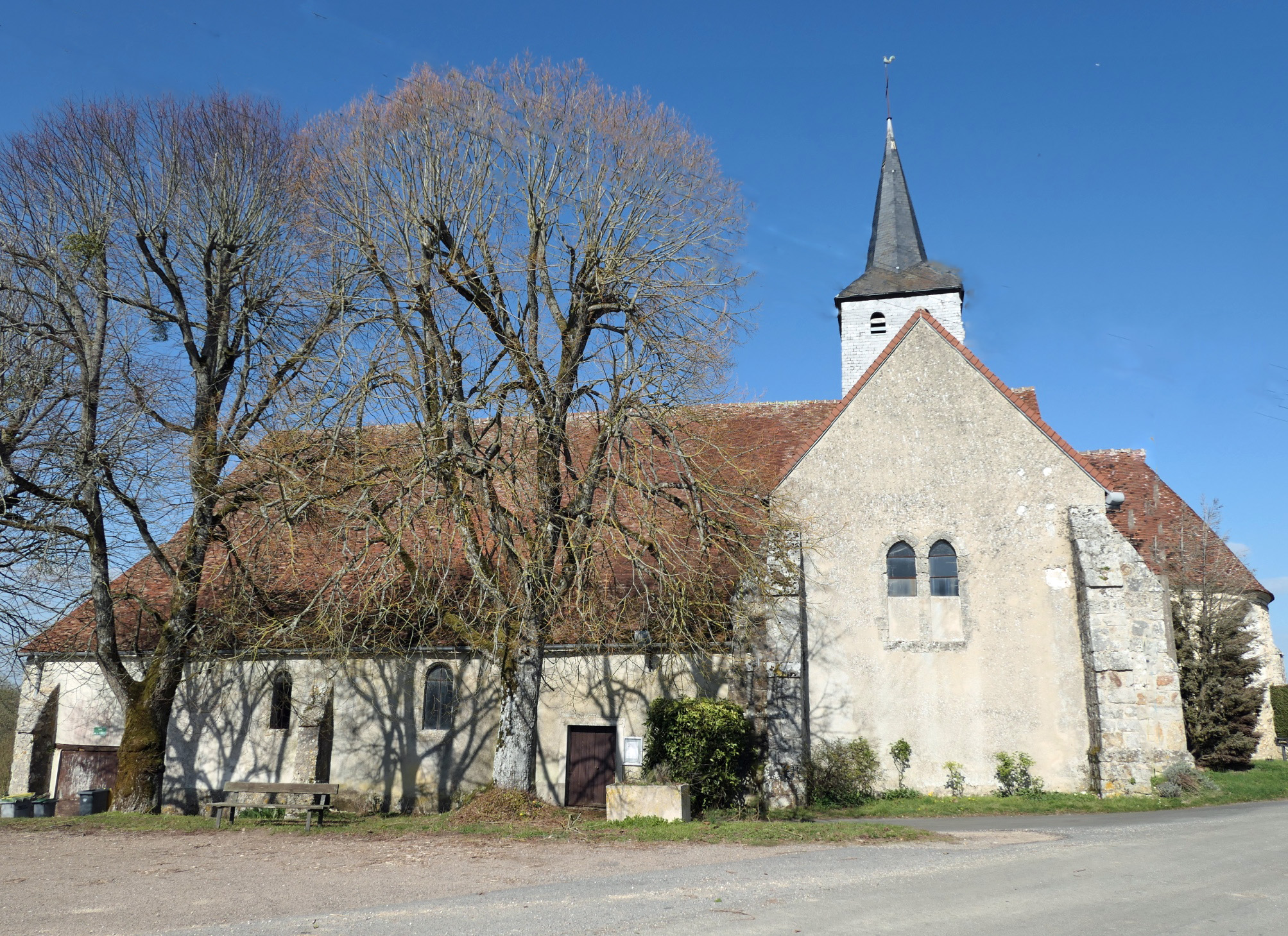
Eglise st-Lou.

- Ancienne abbaye Notre-Dame de Belleau.
- La chapelle Saint-Vinebaut du XVe siècle, située en face de l'église. Elle renferme une statue du saint et un buste reliquaire de la même époque. Ce fut un lieu de pèlerinage célèbre en Brie, le dimanche du Bon Pasteur on pouvait y compter mille cinq cent personnes. Elle avait une cure qui relevait de Ste Geneviève de Paris[23].
- L'église Saint-Loup, du XIIIe siècle, à trois nefs, fenêtres lancéolées sur le croisillon sud, transept voûté des XIIIe et XVe siècles.